# Crowley County
Crowley County är ett administrativt område i delstaten Colorado, USA, med 5 823 invånare. Den administrativa huvudorten (county seat) är Ordway.  

## Geografi
Enligt United States Census Bureau så har countyt en total area på 2 073 km². 2 043 km² av den arean är land och 29 km² är vatten. 

### Angränsande countyn
- Lincoln County, Colorado - nord
- El Paso County, Colorado- nordväst
- Otero County, Colorado - syd
- Kiowa County, Colorado - öst
- Pueblo County, Colorado - väst